# Geonosisi pikador
A geonosisi pikador (angolul: Geonosian picador) a Csillagok háborúja elképzelt univerzumának egyik foglalkozása.

## Leírása
A geonosisi pikador a Geonosis nevű bolygón levő arénákban dolgozó alsóbbrendű geonosisi. Általában élőlényen lovagol, a legtöbbször egy orrayon. Az elektromos készülékével rendet tart az arénákban. Ha egy fenevad elfárad vagy túlságosan fél, akkor ő elektromos készülékkel döfködi, harcra késztetve azt.
Ezt a foglalkozást csak a legalacsonyabb kasztbeli geonosisiak tölthetik be. Egy ilyen egyednek ez a legmagasabb szint, amit életében elérhet. Hogy valaki geonosisi pikador lehessen, előbb bizonyítania kell, általában gladiátorként.

## Megjelenése a filmekben, könyvekben
Geonosisi pikadorok is szerepelnek „A klónok támadása” című filmben, amikor is Obi-Wan Kenobit, Anakin Skywalkert és Padmé Amidalát a Petranaki arénában ki akarják végeztetni. Amikor beeresztik a fenevadakat (acklay, nexu és reek) egyaránt láthatók orrayokon lovagló pikadorok és saját lábukon állók is. Az első geonosisi csata során is látható, amint néhány geonosisi pikador életét veszti.
A filmen kívül geonosisi pikadorok szerepelnek a filmről készült két alábbi könyvben is:
- Star Wars Episode II: Attack of the Clones novel
- Star Wars Episode II: Attack of the Clones junior novel

## Fordítás
- Ez a szócikk részben vagy egészben a picador című Wookieepedia-szócikk[halott link] fordítása. Az eredeti cikk szerkesztőit annak laptörténete sorolja fel.